# 任法融
任法融（1936年6月—2021年5月26日），俗名任志刚，男，甘肃天水人，中国道士、书法家、慈善家、政治人物。中国道教协会会长，陕西省道教协会会长，世界宗教和平会主席、中国宗教界和平委员会副主席，国家民族事务委员会副主任，山西道教协会名誉会长，中国道教学院院长，楼观台道观监院。第八届、第九届、第十届全国政协委员。第十一届、第十二届全国政协常务委员。

## 生平
1936年，任法融出生在甘肃省天水县新阳镇。自幼受家庭影响，阅读经史子集。14岁时，上“药王洞”入“龙门”出家为道士，师从道长王嗣琳。1955年夏，开始挂单楼观台，后来历任知客、帐房等职务。1984年，当选为楼观台监院。1986年，当选为陕西省道教协会会长，此后历任陕西省第五、六、七届政协委员、常委，全国政协委员、中国道教协会副会长等职务。
2005年6月24日，中国道教协会第七届全国代表会议在北京闭幕，会议选举任法融为新一届中国道教协会会长。
2021年5月26日，在陕西西安逝世，享年85岁。

## 著作
- 《道德经释义》
- 《周易参同契释义》
- 《黄帝阴符黄石公素书释义》
- 《太上老君十四字养生诀》[1]